# Rivo Vesik
Rivo Vesik (Pärnu, 15 de julho de 1980) é um jogador de vôlei de praia estónio que disputou os Jogos Olímpicos de Verão de 2008 na China.

## Carreira
Ele alcançou a medalha de prata ao lado de Kristjan Kais no Circuito Europeu de Vôlei de Praia de 2006 (Masters) na etapa de Lucerna e  na temporada seguinte do mesmo circuito e com mesma formação de dupla alcançou o bronze na etapa de Sankt Pölten, a prata na etapa de Moscou, além do quarto lugar na etapa de Valencia.
Em 2008 disputou os Jogos Olímpicos de Verão em Pequim formando dupla com Kristjan Kais quando finalizou na décima nona colocação.Na temporada de 2009 atuando com Kristjan Kais conquistou o terceiro lugar na etapa de Grã Canária pelo Circuito Europeu de Vôlei de Praia (Masters).

## Títulos e resultados
- Etapa de Moscou do Circuito Europeu de Vôlei de Praia:2007[3]
- Etapa de Lucerna do Circuito Europeu de Vôlei de Praia:2006[1]
- Etapa de Grã Canária do Circuito Europeu de Vôlei de Praia:2009[6]
- Etapa de Sankt Pölten do Circuito Europeu de Vôlei de Praia:2007[2]
- Etapa de Valencia do Circuito Europeu de Vôlei de Praia:2007[4]